# Авиационные происшествия с Boeing 747

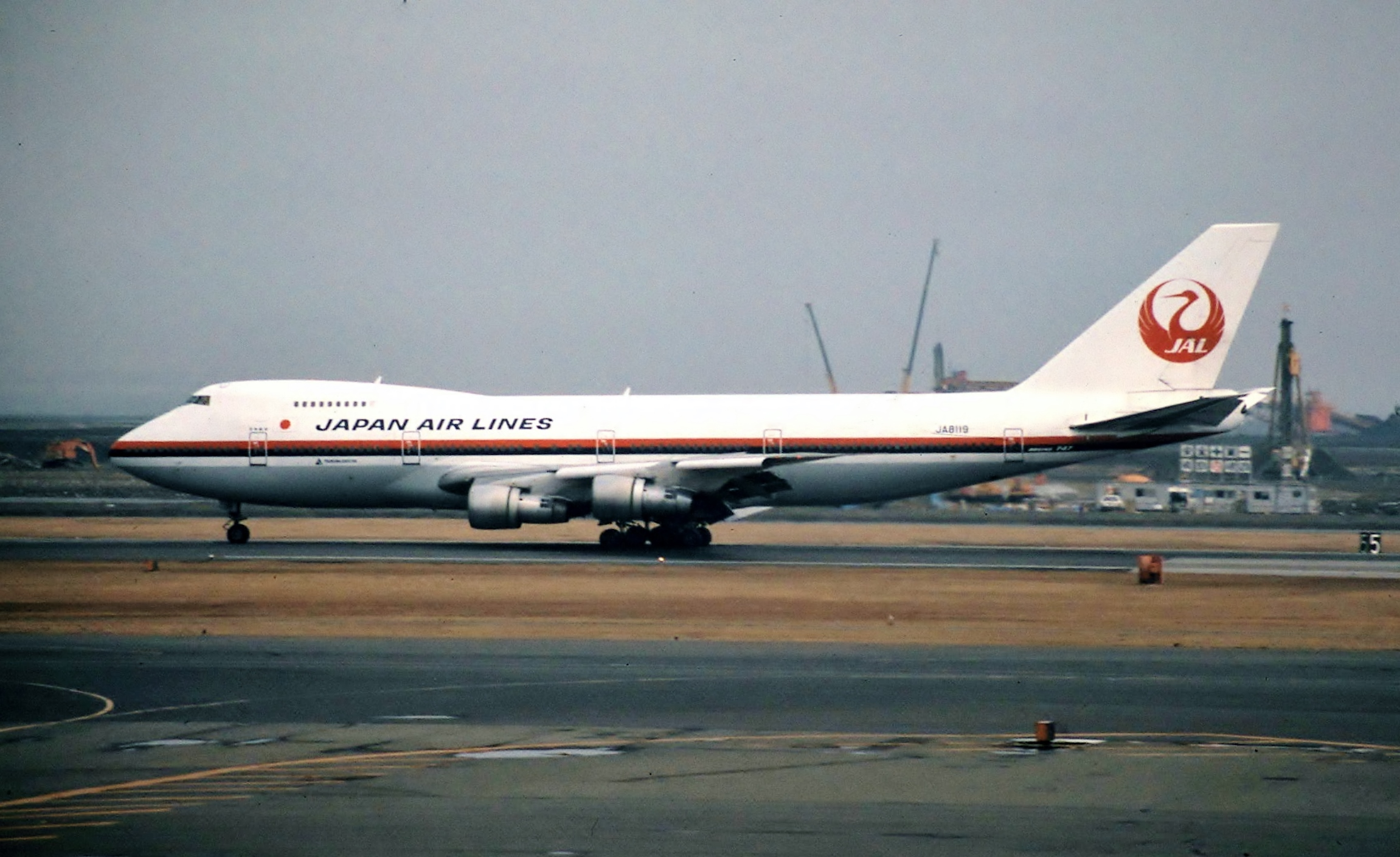
Boeing 747SR-46 авиакомпании JAL, разбившийся под Токио в 1985 году

Список авиационных аварий и катастроф Boeing 747 всех модификаций.
По состоянию на 31 октября 2020 года в общей сложности в результате катастроф и серьёзных аварий был потерян 61 самолёт Boeing 747, что составляет 4 % от общего числа построенных самолётов данной модели. Boeing 747 пытались угнать 32 раза, при этом погибли 24 человека. Всего в этих происшествиях погибли 3746 человек.
Некоторые из Boeing 747, которые были признаны повреждёнными и не поддающимися экономичному ремонту, были более старыми, которые получили относительно незначительные повреждения. Если бы эти самолёты были новее, их ремонт мог бы быть экономически выгодным, хотя из-за растущего устаревания 747 это становилось всё менее распространённым явлением.
Некоторые из аварий и катастроф Boeing 747 являются крупнейшими в истории гражданской авиации. Как и в большинстве авиационных происшествий, их основная причина заключалась в сочетании множества факторов, которые редко можно было отнести к техническим неисправностям или его лётным характеристикам.

## Список
| Дата       | Бортовой номер | Место происшествия                | Жертвы     | Краткое описание |
| ---------- | -------------- | --------------------------------- | ---------- | --- |
| 06.09.1970 | N752PA         | Каир                              | 0/153      | Захвачен террористами, взорван после эвакуации пассажиров и экипажа. |
| 30.07.1971 | N747PA         | Сан-Франциско                     | 0/218      | При взлёте задел элементы светосигнального оборудования за концом полосы, распоров фюзеляж, оторвав стойку шасси, повредив гидросистемы и хвостовое оперение.                                         |
| 22.02.1972 | D-ABYD         | Аден                              | 0/192      | Захвачен террористами. Освобождён после передачи выкупа. |
| 20.07.1973 | JA8109         | Бенгази                           | 1/145      | Захвачен террористами, взят штурмом в аэропорту Бенгази. |
| 20.11.1974 | D-ABYB         | Найроби                           | 59/157     | Разбился при взлёте из-за ошибок экипажа. |
| 12.06.1975 | N28888         | Бомбей                            | 0/394      | Повреждение пневматиков на рулении и разбеге. Пожар тележки шасси на разбеге. Полностью сгорел после прерванного взлёта.                                                                              |
| 09.05.1976 | 5-8104         | Мадрид                            | 17/17      | Борт ВВС Ирана. Предположительно, в самолёт ударила молния. |
| 27.03.1977 | N736PA         | Тенерифе                          | 335/396    | Взлетающий борт и борт, осуществляющий руление по полосе, столкнулись на ВПП в условиях плохой видимости.                                                                                             |
| 27.03.1977 | PH-BUF         | Тенерифе                          | 248/248    | Взлетающий борт и борт, осуществляющий руление по полосе, столкнулись на ВПП в условиях плохой видимости.                                                                                             |
| 01.01.1978 | VT-EBD         | Бомбей                            | 213/213    | Ввод в крен превышающий 90° из-за нераспознанного отказа авиагоризонта сразу после взлёта ночью. Упал в море с высоты 600 м.                                                                          |
| 09.08.1978 | SX-OAA         | Афины                             | 0/418      | Отказ двигателей и снижение скорости при взлёте вследствие ошибки экипажа. Самолёт пролетел на низкой высоте и скорости ниже нормы над Афинами и совершил успешную аварийную посаду в аэропорту Афин. |
| 19.11.1980 | HL7445         | Сеул                              | 14/212     | Грубая посадка до полосы при сильном тумане. Возгорание жидкости гидросистем, пожар в грузовом отсеке и салоне.                                                                                       |
| 24.06.1982 | G-BDXH         | Джакарта                          | 0/263      | Остановка двигателей из-за вулканического пепла. |
| 04.08.1983 | N738PA         | Карачи                            | 0/243      | Грубая посадка, один из двигателей не перешёл на реверс. |
| 01.09.1983 | HL7442         | Сахалин                           | 269/269    | Сбит советским истребителем Су-15 после двукратного нарушения границы. |
| 18.10.1983 | D-ABYU         | Гонконг                           | 0/3        | Грузовой рейс. Прерванный взлёт по причине отказа одного из двигателей. |
| 27.11.1983 | HK-2910        | Мадрид                            | 181/192    | При заходе на посадку врезался в холм. |
| 19.02.1985 | N4522V         | Сан-Франциско                     | 0/274      | Два раза перешёл в неконтролируемое пикирование из-за отказа двигателя № 4. |
| 16.03.1985 | F-GDUA         | Париж                             | 0/0        | При чистке салона начался пожар. |
| 23.06.1985 | VT-EFO         | Атлантический океан               | 329/329    | Взрыв на борту. |
| 12.08.1985 | JA8119         | Токио                             | 520/524    | Из-за некачественного ремонта произошло разрушение задней герметичной переборки и вертикального стабилизатора, упало давление в гидросистеме. Неуправляемый полёт и столкновение с горой.             |
| 02.12.1985 | F-GCBC         | Рио-де-Жанейро                    | 0/273      | Управление одним из двигателей было повреждено. Грубая посадка. |
| 05.09.1986 | N656PA         | Карачи                            | 51/388     | Захвачен террористами. Был взят штурмом в аэропорту Карачи. |
| 19.05.1987 | н.д.           | Нанди                             | 0/129      | Попытка угона. Пилоты обезвредили угонщика. |
| 28.11.1987 | ZS-SAS         | Индийский океан                   | 159/159    | На борту самолёта внезапно начался пожар. При заходе на посадку на Маврикии рухнул в Индийский океан.                                                                                                 |
| 21.12.1988 | N739PA         | Локерби                           | 11+259/259 | Взорван спецслужбами Ливийской джамахирии. |
| 19.02.1989 | N807FT         | Куала-Лумпур                      | 4/4        | Грузовой рейс. Разбился при снижении, пилоты неправильно поняли диспетчера. |
| 24.02.1989 | N4713U         | Тихий океан                       | 9/355      | Вылетела дверь грузового отсека, вызвав взрывную разгерметизацию. Была совершена аварийная посадка в Гонолулу, после чего самолёт восстановили.                                                       |
| 15.12.1989 | PH-BFC         | Редаут                            | 0/245      | Попал в облако вулканического пепла, вследствие чего отключились двигатели. |
| 07.05.1990 | VT-EBO         | Дели                              | 0/215      | При реверсировании на посадке двигатель № 1 сорвался с переднего крепления и накренился вниз. Горячие газы из сопла турбины привели к возгоранию крыла. Списан.                                       |
| 18.02.1991 | G-AWND         | Эль-Кувейт                        | 0/0        | Взорван иракскими войсками в ходе «Бури в пустыне». До этого 02.08.1990 был захвачен, при этом из 385 человек на его борту погиб 1.                                                                   |
| 29.12.1991 | B-198          | Ванли                             | 5/5        | Грузовой рейс. Отрыв двух правых двигателей из-за механического износа. |
| 04.10.1992 | 4X-AXG         | Амстердам                         | 39+4/4     | Оторвался двигатель, который в падении оторвал ещё один; самолёт не потерял управление, но при заходе на аварийную посадку попал в сваливание и упал на жилой дом.                                    |
| 31.09.1993 | N473EV         | Анкоридж                          | 0/3        | Оторвался двигатель № 2. Экипаж совершил аварийную посадку. |
| 12.09.1993 | F-GITA         | Таити                             | 0/272      | При посадке выкатился за пределы ВПП и попал в лагуну. Борт списан и разрезан на металлолом. |
| 04.11.1993 | B-165          | Гонконг                           | 0/396      | Грубая посадка в ливень. |
| 20.12.1995 | N605FF         | Нью-Йорк                          | 0/468      | Прерванный взлёт. |
| 17.07.1996 | N93119         | Нью-Йорк                          | 230/230    | Взрыв топливного бака из-за короткого замыкания. |
| 12.11.1996 | HZ-AIH         | Чархи-Дадри                       | 37+312/312 | При наборе высоты столкнулся с Ил-76 из-за ошибки экипажа последнего. |
| 06.08.1997 | HL7468         | Гуам                              | 228/254    | Разбился при снижении из-за ошибок экипажа. |
| 28.11.1997 | N4723U         | Тихий океан                       | 1/393      | Попал в сильную турбулентность, 1 пассажир скончался от полученных травм. Лайнер списан. |
| 05.08.1998 | HL7496         | Сеул                              | 0/395      | Грубая посадка. |
| 05.10.1998 | ZS-SPF         | Мапуту                            | 0/66       | Аварийная посадка после отказа двигателей. |
| 05.03.1999 | F-GPAN         | Ченнаи                            | 0/5        | Грузовой рейс. Проблемы с передней стойкой шасси, грубая посадка. |
| 23.07.1999 | JA8966         | Токио                             | 1/517      | Попытка захвата. Террорист убил пилота, но пассажиры обезвредили угонщика. |
| 22.12.1999 | HL7451         | Лондонский метрополитенский район | 4/4        | Грузовой рейс. Разбился при наборе высоты из-за ошибки экипажа. |
| 31.10.2000 | 9V-SPK         | Тайбэй                            | 83/179     | Попытался взлететь с закрытой на ремонт ВПП. |
| 23.09.2000 | VH-OJH         | Бангкок                           | 0/410      | Не смог остановиться при посадке. Врезался в стену за ВПП. |
| 05.11.2000 | TJ-CAB         | Париж                             | 0/203      | Один из двигателей не перешёл на реверс при посадке, самолёт выкатился за пределы ВПП. |
| 29.12.2000 | G-BNLM         | Судан                             | 0/398      | Попытка захвата. Угонщик случайно выключил автопилот, направив самолёт в пикирование. Экипаж выровнял самолёт и обезвредил угонщика. 6 пассажиров получили травмы.                                    |
| 31.01.2001 | JA8904         | Суруга                            | 0/427      | Резко уклонился от столкновения с DC-10 той же авиакомпании, из-за чего 100 человек получили ранения.                                                                                                 |
| 23.08.2001 | HZ-AIO         | Куала-Лумпур                      | 0/6        | Грузовой рейс. Съехал в канаву при движении к терминалу, отказ тормозов. |
| 11.09.2001 | HL7404         | Уайтхорс                          | 0/215      | Подозревался в угоне, был почти сбит. Совершил успешную вынужденную посадку в аэропорту Уайтхорса. |
| 27.11.2001 | 9G-MKI         | Порт-Харкорт                      | 1/13       | Разбился при снижении, экипаж не соблюдал полётные инструкции. |
| 01.03.2002 | G-BNLD         | Паркс                             | 0/290      | Аварийная посадка из-за катастрофического отказа двигателя № 3. |
| 25.05.2002 | B-18255        | Тайваньский пролив                | 225/225    | Упал в море, развалившись в воздухе. Механический износ из-за неправильного ремонта. |
| 12.03.2003 | 9V-SMT         | Окленд                            | 0/389      | Сильно ударился хвостом о ВПП во время взлёта, что вызвало его значительные повреждения. |
| 29.11.2003 | ZS-OOS         | Лагос                             | 0/9        | Грузовой рейс. Сел на ВПП, где велись ремонтные работы. |
| 15.01.2004 | EP-IAC         | Пекин                             | 0/180      | Возврат в аэропорт, подломилась передняя стойка шасси. |
| 14.10.2004 | 9G-MKJ         | Галифакс                          | 7/7        | Грузовой рейс. Разбился при взлёте из-за неверного расчёта необходимой скорости. |
| 07.11.2004 | TF-ARR         | Шарджа                            | 0/4        | Грузовой рейс. Прерванный взлёт. |
| 24.01.2005 | N808MC         | Дюссельдорф                       | 0/3        | Грузовой рейс. Выкатился за пределы ВПП при посадке. |
| 19.08.2005 | N627US         | Гуам                              | 0/334      | После посадки сломалась носовая стойка шасси. |
| 07.06.2006 | N922FT         | Медельин                          | 0/5        | Грузовой рейс. Прерванный взлёт из-за проблем с двигателем. |
| 28.02.2008 | N527MC         | Ломе                              | 0/н.д.     | Грузовой рейс. Во время взлёта произошло смещение груза, который повредил переборку. Лайнер списан.                                                                                                   |
| 25.03.2008 | TF-ARS         | Дакка                             | 0/326      | После посадки из-за утечки топлива начался пожар. |
| 25.05.2008 | N704CK         | Брюссель                          | 0/5        | Грузовой рейс. Взлёт был прерван, самолёт развалился на части на ВПП. |
| 07.07.2008 | N714CK         | Богота                            | 3+0/8      | После взлёта загорелся двигатель, самолёт упал на ферму. |
| 25.07.2008 | VH-OJK         | Манила                            | 0/365      | Произвёл аварийную посадку с дырой в фюзеляже впереди правого крыла. |
| 03.08.2008 | JA8955         | Бангкок                           | 0/0        | При чистке салона огнеопасным раствором возник пожар. |
| 27.10.2008 | OO-CBA         | Брюссель                          | 0/н.д.     | Грузовой рейс. Зацепил хвостом полосу при взлёте. Списан. |
| 04.09.2009 | VT-ESM         | Мумбаи                            | 0/229      | Пожар внешнего двигателя при взлёте. Взлёт прерван, лайнер списан. |
| 21.01.2010 | LX-OCV         | Люксембург                        | 0/3        | Грузовой рейс. Во время посадки столкнулся с автомобилем. |
| 17.07.2010 | HS-VAC         | Каир                              | 0/22       | При взлёте разрушился и отвалился внешний двигатель. Взлёт прерван, лайнер списан. |
| 03.09.2010 | N571UP         | Дубай                             | 2/2        | Грузовой рейс. Пожар на борту вскоре после взлёта, разбился во время возвращения в аэропорт вылета.                                                                                                   |
| 28.07.2011 | HL7604         | Чеджудо                           | 2/2        | Грузовой рейс. Пожар на борту вскоре после взлёта, упал в море. |
| 29.04.2013 | N949CA         | Баграм                            | 7/7        | Грузовой рейс. Разбился при взлёте из-за смещения груза. |
| 04.12.2013 | EK74798        | Абуджа                            | 0/6        | Грузовой рейс. На пробеге после посадки выкатился с ВПП в зону техобслуживания и повредил левое крыло. Списан.                                                                                        |
| 22.12.2013 | G-BNLL         | Йоханнесбург                      | 0/189      | Во время руления к ВПП экипаж пропустил поворот и самолёт столкнулся правым крылом со зданием на лётном поле. Списан.                                                                                 |
| 29.12.2014 | G-VROM         | Лондон                            | 0/465      | После взлёта экипаж не смог убрать шасси. При аварийной посадке самолёт развернуло вправо поскольку правая основная стойка шасси не выпустилась полностью.                                            |
| 19.03.2015 | 7O-YMN         | Аден                              | 0/0        | Уничтожен в результате боёв за международный аэропорт Адена в ходе гражданской войны в Йемене. |
| 17.06.2015 | N664US         | Жёлтое море                       | 0/389      | Попал в сильную турбулентность и мощный град. Лайнер списан. |
| 12.03.2016 | TF-AAK         | Сантьяго                          | 0/3        | Самолёт, принадлежащий британской группе «Iron Maiden», столкнулся с наземным буксиром в аэропорту. Пострадали двое служащих аэропорта, самолёт также получил повреждения.                            |
| 16.01.2017 | TC-MCL         | Бишкек                            | 35+4/4     | Грузовой рейс. Разбился при заходе на посадку из-за ошибок экипажа. |
| 07.11.2018 | N908AR         | Галифакс                          | 0/4        | Грузовой рейс. Выкатился за пределы ВПП и разрушился. |
| 27.08.2020 | VQ-BMS         | Лейк-Чарлз                        | 0/0        | Уничтожен ураганом «Лаура» в аэропорту. |
| 07.08.2023 | N401KZ         | Нинбо                             | 0/2        | Грузовой рейс. Жёсткая посадка. Съехал с ВПП. |
| 13.08.2025 | N613UP         | Тайбэй                            | 0/?        | Жёсткая посадка. Зацепил крылом ВПП и получил удар в гондолу двигателя с третьей попытки посадки в условиях тайфуна..}                                                                                |